# Ісаєв Олексій Михайлович
Олексій Михайлович Ісаєв (рос. Исаев Алексей Михайлович; 11 (24 жовтня) 1908 — 25 червня 1971) — радянський інженер, співавтор літака БІ-1. Винайшов РРД закритого циклу. Герой Соціалістичної Праці, лауреат Ленінської премії та Державної премії СРСР.

## Біографія
Народився 11 (24 жовтня) 1908 року в Санкт-Петербурзі, в родині приват-доцента Петербурзького університету М. М. Ісаєва.
У грудні 1931 році закінчив Московський гірничий інститут. Працював у великих проектних організаціях, у тому числі на Магнітогорському металургійному комбінаті.
З жовтня 1934 року прийнятий конструктором бригади механізмів і шасі в ОКБ В. Ф. Болховітінова на авіаційному заводі № 22, де займався розробкою шасі далекого бомбардувальника ДБ-А і близького бомбардувальника «С».
З 1939 року працював ведучим конструктором дослідного літака «І».
З липня 1940 року КБ В. Ф. Болховітінова приступило до розробки близького винищувача «БІ-1» — першого в СРСР повноцінного літака з рідинним ракетним двигуном. На цьому літаку 15 травня 1942 року льотчик Г. Я. Бахчиванджі здійснив перший політ. О. М. Ісаєв спочатку працював над доведенням існуючого двигуна літака (наданого НДІ-3), пізніше — над створенням нового двигуна РД-1 для цього літака.
У 1944 році призначений головним конструктором КБ.
У період з 3 липня по 8 вересня 1945 року перебував у Німеччині у складі групи фахівців, які вивчали німецьку ракетну техніку.
У 1946 році по ідеї О. М. Ісаєва в його КБ було випробувано суцільнозварну камеру згоряння РРД. Ця камера забезпечила значно більш надійну роботу двигуна, ніж ті, що застосовувалася раніше.
У 1947 році в НДІ-1 МАП СРСР створюється ОКБ-2 під керівництвом О. М. Ісаєва, яка бере участь у роботах по ракетній техніці. У травні 1948 року ОКБ передається в НДІ-88 Міністерства озброєння СРСР, де перетворюється у відділ № 9 Спеціального конструкторського бюро.
У цей період ОКБ Ісаєва створило двигун У-2000 для ракети класу «земля-повітря» і двигун В-400-2 для крилатої ракети класу «повітря-море». При розробці двигуна тягою 8 мс для ракети «205» С. О. Лавочкіна розробники зіткнулися із незрозумілими явищами: РРД вибухав на стенді при перших секундах роботи. Пізніше з'ясувалося, що виною тому — низькочастотні коливання (англ. chugging). Ісаєв вирішив цю проблему установкою антипульсаційних перегородок. Надалі метод Ісаєва широко застосовувався в конструкціях радянських ракет.
У 1952 році на базі відділу № 9 утворюється ОКБ-2 НДІ-88. Успіхи Ісаєва зацікавили С. П. Королева, який застосовує восьмитонний двигун Ісаєва на висококиплячих компонентах у своїй ракеті малої дальності Р-11 і флотській її модифікації Р-11ФМ. Це поклало основу подальшого використання РРД КБ Ісаєва на флотських ракетах, навіть після передачі цієї тематики від Корольова в КБ-385 В. П. Макєєва.
З 1954 року розробляються нові РРД з ТНА для другої ступені ракет ЗРК С-75 і чотирикамерний РРД для прискорювачів міжконтинентальної крилатої ракети «Буря».
У грудні 1958 року ОКБ-2 О. М. Ісаєва і ОКБ-3 Д. Д. Севрука об'єдналися в ОКБ-2 НДІ-88 під керівництвом О. М. Ісаєва. Це КБ у січні 1959 року за наказом Державного комітету з оборонної техніки виділилося з НДІ-88.
ОКБ розробляє гальмівну рухову установку (ГРУ) для майбутнього космічного корабля «Восток», яка в подальшому буде застосовуватися і на «Восході» і на супутниках фоторозвідки «Зеніт-2».
Для подальших радянських керованих кораблів КБ Ісаєва розробляло вже КГУД— корегуюче-гальмівні установки двигуна, які використовуються у всіх космічних кораблях серії «Союз». Крім того, КГУД КБ Ісаєва використовуються на всіх радянських і російських орбітальних станціях серії «Салют», «Мир» і, частково, на МКС, у непілотованих супутниках («Молнія», «Космос») і міжпланетних космічних апаратах «Луна», «Марс», «Венера», «Зонд».
За програмою Н1-Л3 для польоту людини на Місяць були розроблені КГУД для місячного орбітального корабля (ЛОК) і перший в СРСР киснево-водневий РРД.
З 1967 року ОКБ-2 перейменовано в Конструкторське бюро хімічного машинобудування (КБХМ).
Доктор технічних наук (25.4.1959), професор.
О. М. Ісаєв раптово помер 25 червня 1971 року. Похований у Москві на Новодівичому цвинтарі (ділянка № 4).

## Цікаві факти
- Був одним з консультантів фільму Даниїла Храбровицького «Приборкання вогню».
- Одна з улюблених фраз Ісаєва — «Куля в лоб!» (рос."Пуля в лоб!"). Залежно від обстановки вигук «Куля в лоб!» для Ісаєва був виразом крайнього розчарування, захоплення, обурення і гніву. Все визначалося тональністю вислову.

## Нагороди та звання
- Герой Соціалістичної Праці (20 квітня 1956 року) — за успішне виконання завдань Уряду по створенню балістичної ракети
- Сталінська премія третього ступеня (1948) — за розробку конструкції нового двигуна для літаків.
- Ленінська премія (1958)
- Державна премія СРСР (1968)
- чотири ордена Леніна (16.9.1945, 20.4.1956, 17.6.1961, 1968)
- орден Жовтневої Революції (9.6.1971)
- інші медалі

## Пам'ять

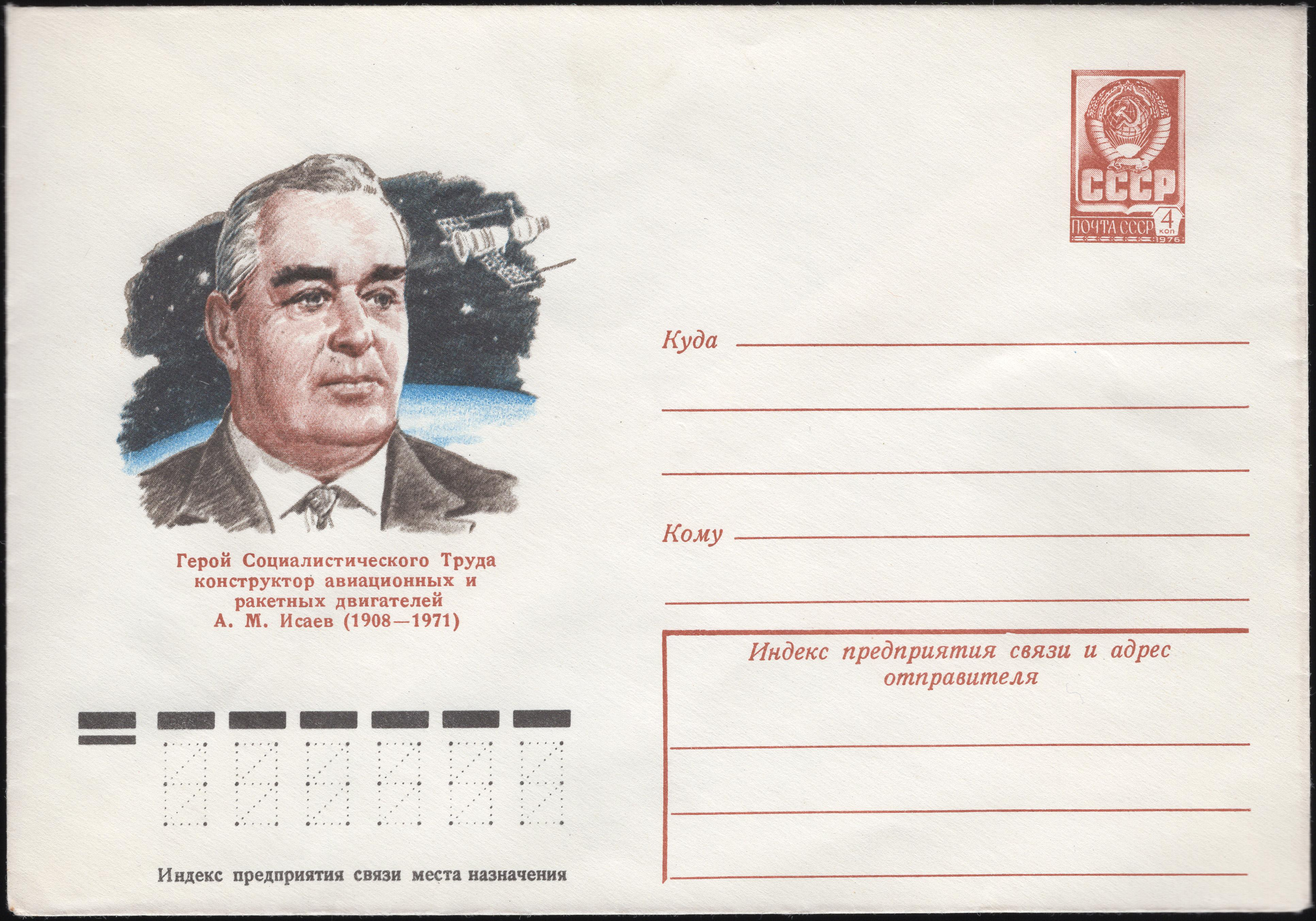
Поштовий конверт. СРСР, 1978 рік

- З 1965 року — почесний громадянин міста Калінінград (нині Корольов).
- У 1978 році і 1988 році були видані художні марковані конверти.
- Ім'я Ісаєва носить одна з центральних вулиць Корольова.
- Його ім'ям названий кратер на Місяці.
- У 2002 році в Корольові на будинку, в якому він жив, встановлена меморіальна дошка.
- Ім'я присвоєно КБ хімічного машинобудування.

### Фільм
- «Конструктор Ісаєв». Документальний фільм. ЦСДФ (РЦСДФ). 1979. 20 хв.